# Teindeln
 Teindeln ist ein Ortsteil der Stadt Plettenberg im Märkischen Kreis in Nordrhein-Westfalen.

## Lage
Der kleine Ort liegt rund 500 m östlich von Hilferinghausen und 1 km nordwestlich von Schloss Brüninghausen. Durch den Ort führt die Bundesstraße 236 sowie die Ruhr-Sieg-Strecke genannte Hauptstrecke von Hagen nach Siegen. Der Bach Greumecke fließt durch den Ort und mündet am Ortsrand in die Lenne.
Am Ortsrand befindet sich das Gewerbegebiet Plettenberg-Teindeln. Das Naturschutzgebiet Klef befindet sich nördlich von Teindeln. Der Ort liegt am Radwanderweg Lenneroute. Pettenbergs tiefster Punkt liegt mit 194 m bei Teindeln.

## Geschichte
Erzbischof Hermann von Köln  belehnte laut einer Urkunde vom 9. Oktober 1517 den Johan von Oele mit einem Burgsitz zu Bilstein mit einem Gut zu Teindeln damals Tendell. Die einstige St.-Nikolaus-Kapelle zu Teindeln wurde nach 1781 nicht mehr benutzt und verfiel.